# Alsleben (Saale)
Alsleben (Saale) − miasto w Niemczech, w kraju związkowym Saksonia-Anhalt, w powiecie Salzland, w gminie związkowej Saale-Wipper, nad Soławą.

## Współpraca
Miejscowość partnerska:
- Rhauderfehn, Dolna Saksonia